# Tom Clancy's Splinter Cell: Double Agent
Tom Clancy's Splinter Cell: Double Agent est un jeu vidéo d'infiltration édité par Ubisoft en 2006. C'est le quatrième épisode de la saga Splinter Cell. Le jeu est développé par Ubisoft Shanghai pour la Xbox 360, la PlayStation 3 et les PC dotés de Windows et par Ubisoft Montréal et Ubisoft Milan pour la Xbox, la PlayStation 2, la GameCube et la Wii.

## Synopsis
Le jeu se déroule en 2008, après les précédents opus de la série des Splinter Cell.

Sam Fisher est rappelé d'urgence par Echelon 3 pour une mission en Islande : une centrale géothermique serait infiltrée par des terroristes et la NSA a besoin de renseignements. Il a à peine le temps de laisser un mail à sa fille Sarah pour lui signaler qu'il s'en va.
Arrivé en Islande, Sam doit infiltrer la centrale, avec l'aide d'un coéquipier, un « bleu » au tempérament fonceur (qui meurt). L'occasion pour lui de le former avec cette « mission de routine ».

La mission terminée, Lambert lui apprend une terrible nouvelle : sa fille est morte, visiblement renversée par un chauffard.
Ensuite, c'est la descente aux enfers pour Sam, il n'est plus que l'ombre de lui-même. Comme il n'avait plus rien à perdre, Lambert lui confiera « la pire mission de sa carrière » : il devra infiltrer une puissante organisation criminelle, connue sous le nom de JBA (John Brown's Army). Sam effectua un braquage manqué et assassina quelques personnes après la mort de sa fille, après quoi il fut incarcéré, dans le but d'entrer en contact avec un des membres de l'organisation, Jamie Washington, lui aussi emprisonné. Ensemble, ils s'évadent pour rejoindre la JBA. Commence alors une double vie pour Sam Fisher, tiraillé entre deux organisations : la NSA d'un côté, la JBA de l'autre.

## Système de jeu

### Mode solo
Le jeu en mode solo reprend une version améliorée du moteur graphique qui avait fait le succès de Splinter Cell Chaos Theory. Il s'agit de la version suivante, à savoir l'Unreal Engine 2.5.
La principale différence par-rapport aux précédents opus de la série est cette dualité entre NSA et JBA : à chaque nouvelle phase de jeu, le joueur se voit assigner un certain nombre d'objectifs (parfois antagonistes) par chacun de ses « employeurs » ; il doit parfois faire des choix entre ceux-ci, et ne dispose bien souvent que d'un temps limité pour les réaliser. Toutes ses actions auront des conséquences sur la suite du déroulement de l'histoire, notamment si elles conduisent à la perte de la confiance de l'un des deux camps.

### Personnages
- Daniel Beretta : Sam Fisher
- Hélène Bizot : Enrica Villablanca
- Philippe Catoire : Emile Dufraisne
- Antoine Tomé : Colonel Irving Lambert
- Damien Boisseau : Jamie Washington
- Daniel Lobé : Carson Moss
- Thierry Kazazian : BR Sykes
- Vincent Ropion : Hisham Hamza
- Martial Le Minoux : Hodge
- Pierre Tessier : Williams
- Sophie Riffont : Psy
- Marc Alfos : Dayton
- Patrick Béthune : Voix additionnelles (gardes, capitaine du navire, techniciens)

### Missions
La version HD contient une mission exclusive à Shanghai et la version old gen contient une mission exclusive à New York (train blindé). Les autres missions sont les mêmes mais se passent toujours différemment. Par exemple, la mission Kinshasa, dans la version HD, se passe au grand jour et en pleine zone de guerre, Sam ayant même un uniforme de soldat, tandis que sur old gen, elle se passe la nuit dans un hôtel, Sam ayant son habituelle tenue d’infiltration.

### Mode multijoueur
Le mode multijoueur a subi aussi de nombreuses innovations. D'un point de vue graphique tout d'abord puisque la qualité a été améliorée. Au niveau du gameplay ensuite, de nouveaux mouvements ont fait leur apparition. De même il est possible d'incarner un espion féminin sur Xbox 360 et PS3 par exemple.
Par contre, les modes de jeu n'ont plus rien à voir avec ceux des opus précédents, notamment celui de Splinter Cell: Chaos Theory qui reste à ce jour le plus plébiscité par les joueurs. On retrouve l'opposition espions contre mercenaires (aussi appelée forces Echelon contre Upsilon) avec un maximum de 6 joueurs (4 pour la version PS2), mais l'esprit « infiltration » est moins présent.
Ce mode est disponible sur PlayStation 2, Xbox, GameCube et Wii uniquement. Il est composé de 3 missions (Islande, Ellsworth et Kinshasa). On trouve également une mission bonus. Une fois le mode Coop terminé, on débloque le mode Elite qui est composé des missions du mode Coop en plus difficile.

## Bande son
La bande originale du jeu a été composée par Michael McCann (sous le pseudonyme Behavior). Il a notamment composé les musiques du jeu Tom Clancy's EndWar.
Le sound design a été créé par Frédéric Devanlay pour Big Wheels studio.